# Panhelenski socijalistički pokret
Panhelenski socijalistički pokret (grčki: Πανελλήνιο Σοσιαλιστικό Κίνημα, Panellinio Sosialistikó Kínima), poznatiji pod akronimom PASOK (ΠΑΣΟΚ) je grčka politička stranka lijevog centra. Jedna je od dviju najvećih samostalnih stranki u državi (uz Novu Demokraciju). PASOK je osnovan 3. rujna 1974., a osnivač je bio Andreas Papandreou. Sedam godina poslije, 1981., PASOK je postao prva socijaldemokratska stranka u grčkoj povijesti koja je osvojila većinu u parlamentu. 
PASOK je član Socijalističke Internacionale, te je pod Andreasom Papandreouom kombinirao socijaldemokraciju s grčkim nacionalizmom. U današnja vremena stranka je napustila takav smjer, zbog čega je poprimila veliki broj kritika od grčke javnosti, pošto grčki mediji smatraju da je PASOK napustio socijalističku ideologiju, a to se većini članova stranke, koja se sastoji od srednje i niže klase te seljaka i mladeži, nije svidjelo, te su iskazali veliko protivljenje vladi Georgea Papandreoua (2009. – 2011.) Njihov rezultat na izborima 2011. bio je poražavajući i najgori dosad; osvojili su samo 41 mjesto. Na izborima iz 2009. osvojili su 160 mjesta, no kasnije je taj broj pao na 129. Drastičan pad popularnosti stranke rezultat je velike grčke financijske krize, koja je došla do vrhunca u vrijeme vladavine PASOK-a. U tom razdoblju u državu su pozvani MMF i Europska centralna banka, s potporom Europske komisije, što je za Grčku označilo početak velikih rezova i štednji, zbog čega su eskalirali nemiri i država je potpala u teško stanje. 

## Povijest stranke

#### Osnutak
PASOK je osnovan 3. Rujna, 1974., nakon pada grčke vojne hunte ( 1967. – 1974.) i obnove parlamentarne demokracije. Osnivač stranke bio je Andreas Papandreu, sin starijeg grčkog centrističkog političara - Andreasa Papandreua I. Bivši grčki premijer i Predsjednik stranke, - Costas Simitis također tvrdi da je on osnivač stranke.
Osnivački ciljevi stranke bili su Nacionalni suverenitet, Narodni suverenitet, Socijalna emancipacija i Demokratizacija.

#### Prve godine
Na prvim slobodnim izborima u studenom 1974.,  PASOK je dobio samo 13,5%  i tako izborio samo 15 zastupnika (od 300). Tako je postao treća politička snaga, iza stranke Nove Demokracije, Konstantinosa Karamanlisa i centrističkog Centralnog saveza - Novih snaga Georgiosa Mavrosa. Na sljedećim izborima u studenom, 1977., PASOK se približio centru, udvojio postotak dobivenih glasova i izborio 92 mjesta u Parlamentu, time je postao najznačajnija oporbena stranka.

#### Na vlasti
Nakon izbora u rujnu,  1981. PASOK je premoćno pobijedio dobivši 48% glasova, i time izborio 173 mjesta u Parlamentu. Tako je PASOK oformio prvu socijalističku vladu u grčkoj povijesti. Iako je tijekom predizborne kampanje Papandreu najavljivao i obećavao izlazak Grčke iz NATO pakta, i Europske Zajednice, ubrzo nakon osvajanja vlasti -promijenio je stajališta prema obje institucije.
Vlada PASOK - a je 1985. izmijenila Ustav i smanjila ovlasti Predsjednika države, na račun Predsjednika vlade i izvršne vlasti. Građanski brak je izjednačen s crkvenim vjenčanjem.
Na izborima u lipnju 1985., PASOK je dobio 45% glasova i izborio 161 poslanička mjesta, i tako osigurao stabilnu većinu za sastav svoje druge vlade. 1988. popularnost PASOK - ove vlade a i zdravlje lidera stranke Papandreoua rapidno se smanjilo. Sve je to uslijedilo nakon financijskih skandala u koji su bili upleteni brojni ministri a i sam Papandreu, a i zbog provođenja nepopularnih mjera fiskalne politike, stezanja remena i smanjenja proračunskog deficita. Nije bilo nikakvo iznenađenje da je na izborima u Lipnju, 1989., PASOK izgubio, osvojivši samo 40% glasova, nasuprot oporbenoj Novoj Demokraciji koja je dobila 45%. PASOK je izmijenio Izborni zakon, godinu dana prije samih izbora, i time učinio težim formiranje Vlade izbornom pobjedniku, pa su time nove vlade bile nestabilnije. Uslijedio je period nestabilnih kratkih koalicionih vlada, u kojem je sudjelovao i PASOK. Nakon izbora u travnju, 1990. Nova Demokracija se vratila na vlast, izborivši krhku pobjedu od svega 7% više glasova. Za oporbenog djelovanja, nastupila je velika kriza stranke kad je Papandreu optužen za sudjelovanje u makinacijama s Bankom iz Krete. Ipak na izborima u rujnu, 1993. PASOK se vratio na vlast osvojivši 46,9% glasova. Reizbor PASOK -a, bio je na neki način odgovor birača na teške optužbe protiv Papandreua, što su optužbe bile veće Papandreu im je bio draži. 1995. zdravlje lidera Papandreua se pogoršalo i otpočele su unutrašnje borbe za primat unutar stranke.

#### Period modernizacije
1996. Papandreu je bio primoran podnijeti ostavku, nakon naglo pogoršanog zdravlja, šest mjeseci nakon toga je umro. Naslijedio ga je Costas Simitis, čovjek za modernizaciju stranke, lider pro-europskog krila PASOK, koji je na unutar stranačkim izborima pobijedio Akisa Tsohatzopoulosa, Papandreovog pouzdanika

## Organizacija stranke
- Kongres Stranke, svake druge godine
  - predsjednik stranke - Georgios Papandreu 
    - tajnik stranke - Gianis Ragusis
    - izborni stožer stranke - Mimis Androulakis
    - glasnogovornik stranke : Georgios Papakonstantinu
- Nacionalno Vijeće: upravno tijelo stranke između dv kongresa 
  - Politički vijeće stranke, 14 člano tijelo izabrano na Nacionalnom Vijeću, uključivo predsjednik i tajnik stranke: 
    - Tonia Antoniou
    - Nikos Androulakis
    - Fofi Genimata
    - Askounis Kostas
    - Karhimakis Mihalis
    - Katseli Louka
    - Paris Koukoulopoulos
    - Giannis Kutsoukos
    - Panos Beglitis
    - Moraitis Thanos
    - Mariliza Xenogiannakopoulou
    - Konstantinos Rovlias
    - Giorgos Panaghiotakopoulos
    - Sylvana Rapti

## Vanjske poveznice
- webportal PASOK-a
- Grčki izborni rezultati, po Grčkom Ministarstvu unutrašnjih poslova
- Socijalistička Internacionala  Arhivirana inačica izvorne stranice od 29. prosinca 2005. (Wayback Machine)
- Encyclopaedia Britannica, Panhelenski socijalistički pokret
- 360° Virtualne šetnje i panoramske fotografije (s proslave 31obljetnice PASOK-a)